# Кожухівський замок
Кожухівський замок (пол. Zamek w Kożuchowie) — замок, розташований у північно-західній частині міста Кожухув Новосольського повіту Любуського воєводства в Польщі.  

## Історія
Мурований замок, швидше всього, було побудовано у XIII—XIV століттях глогівсько-жаганськими П'ястами, замість старого дерев'яно-земляного городища. Спершу замок складався з побудованої на чотирикутному плані вежі у нижній частині та округлої вежі у верхній частині. Вежі оточували більш ранні земляні укріплення. Пізніше замок оточили муром, зведеним на чотирикутному плані, всередині якого, з східної сторони, збудували житловий будинок. У 1369 році, після смерті князя Генрика V Залізного, замок став резиденцією його сина Генрика VIII Врубеля. Князь Генрик IX Старший оточив об'єкт другою смугою мурів. У той час замок було включено до міської системи оборонних мурів. Смерть Генрика XI Глогівського у 1476 році спричинила війну за правонаступництво. У 1491—1498 роках замок опинився у власності майбутнього польського короля Яна I Ольбрахта, а у 1499—1506 роках — Сигізмунда I Старого. З південної сторони було побудовано надбрамний будинок. Згодом замок став резиденцією князя, а з 1685 року — монастирем ордену кармелітів. Тоді давню готичну вежу було вбудовано у західне житлове крило, а весь замок перебудовано. 
Після скасування ордену у 1810 році місто перетворило споруду на арсенал. У ХІХ столітті власником замку стала місцева євангелістська  громада, яка володіла ним аж до 1945 року. У 1897 році, на місці замкової каплиці, було споруджено костел. Під час Другої світової війни замок не було пошкоджено. У 1976—1984 роках було проведено загальний ремонт об'єкта та  пристосовано його виконання функцій культурної інституції.  
В наш час у чотирикрилій будівлі з квадратним подвір’ям розміщується Центр культури "Замок". 

## Світлини

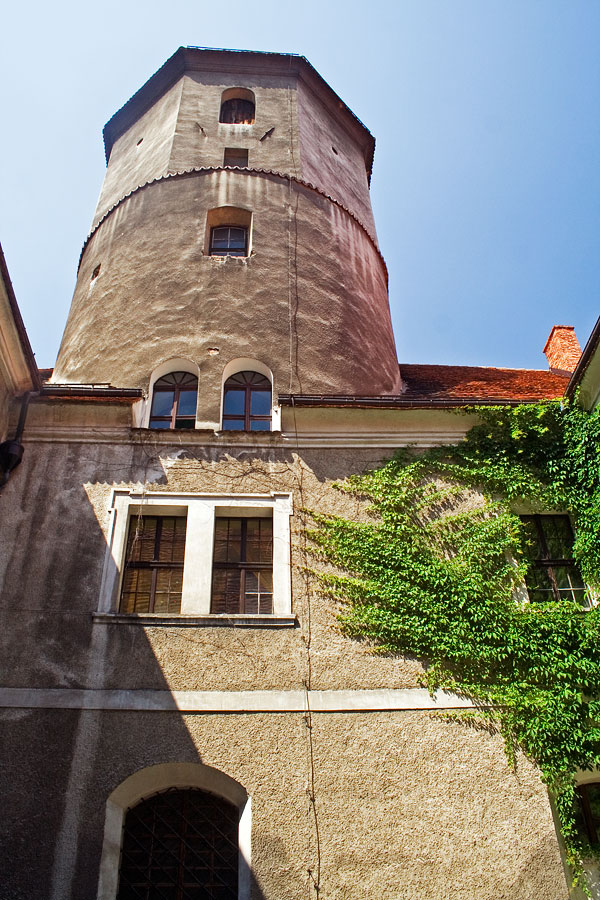
Замкова вежа
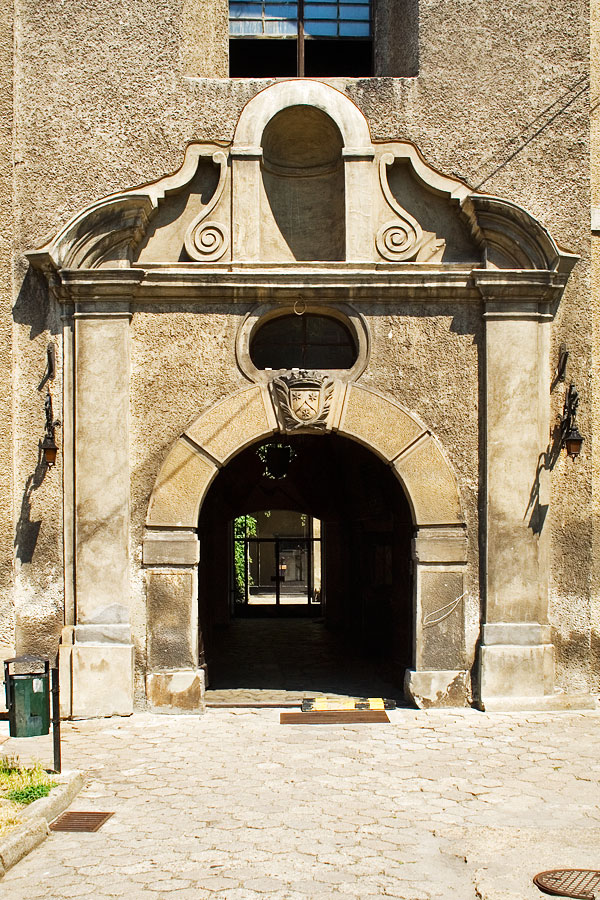
Брама замку
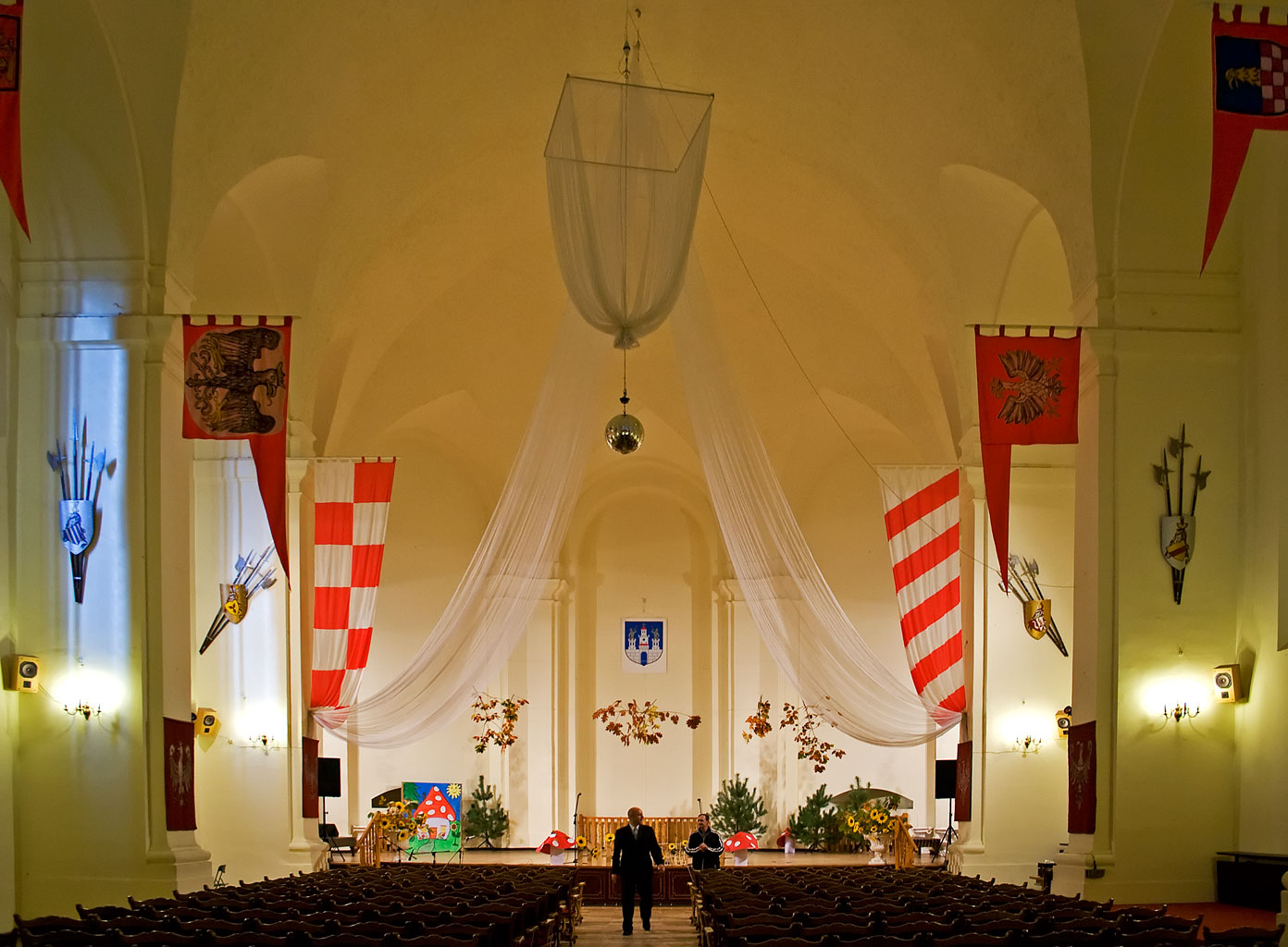
Замкова зала
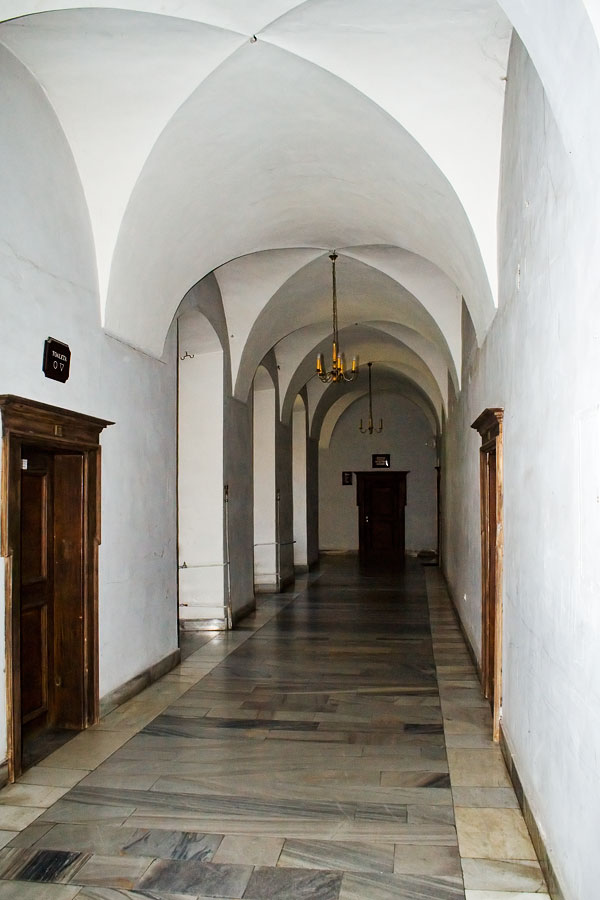
Замковий коридор